# Осборн, Уолтер
Уолтер Осборн  (англ. Walter Frederick Osborne; 17 июня 1859, Дублин, Ирландия — 24 апреля 1903, Дублин, Ирландия); ирландский живописец-жанрист, портретист и пейзажист конца XIX-го века — первых лет XX-го века. Блестящий рисовальщик, (недоступная ссылка) Осборн освоил почти все жанры живописи (портрет, сельский и городской пейзаж, сцены в интерьере, на воде, вне дома в городе, на лоне природы). Художник отдавал предпочтение живописи фигуры на открытом воздухе.

## Биография
Уолтер Фредерик Осборн родился в Дублине в 17 июня 1859 года. Он был вторым сыном художника-анималиста, Уильяма Осборна-старшего. Практикуясь в живописи под руководством отца, он также занимался в дублинской Школе искусств Метрополитен (англ.).
В 1881 году он получил премию Тейлора, позволившую решиться на обучение за рубежом. В том же, 1881-м он прибыл в Антверпен и записался учеником в Королевскую Академию изящных искусств (англ.).
С 1881 по 1883, в составе группы, включавшей его дублинских коллег, Родерика О'Конора, Натаниэля Хилла, и Джозефа М. Каваны (англ.), он занимался в популярной Антверпенской академии в Бельгии.
По прошествии двух лет, Осборн отправился в Бретань, где работал в Понт-Авене, осваивая секреты пленэрной живописи, сосредоточившись на бретонских мотивах: сценах в садах, на скотных дворах и т. д. Здесь он закончил знаменитый «Сбор яблок» (две собирающие яблоки девочки в традиционных бретонских костюмах на фоне далёкой храмовой постройки; ныне в Национальной галерее Ирландии, Дублин). Около 1884 Осборн направился из Бретани в Англию и работал там в нескольких небольших сельских общинах, совершенствуясь в живописи пейзажей и жанровых сцен; в том числе, в компании Натаниэля Хилла. Здесь он вырабатывает всё более ясный натуралистический метод, меньше прибегая к расплывчато-эскизной манере, идущей от Уистлера. В 1886 стал полным членом Королевской Ибернийской Академии (англ.).

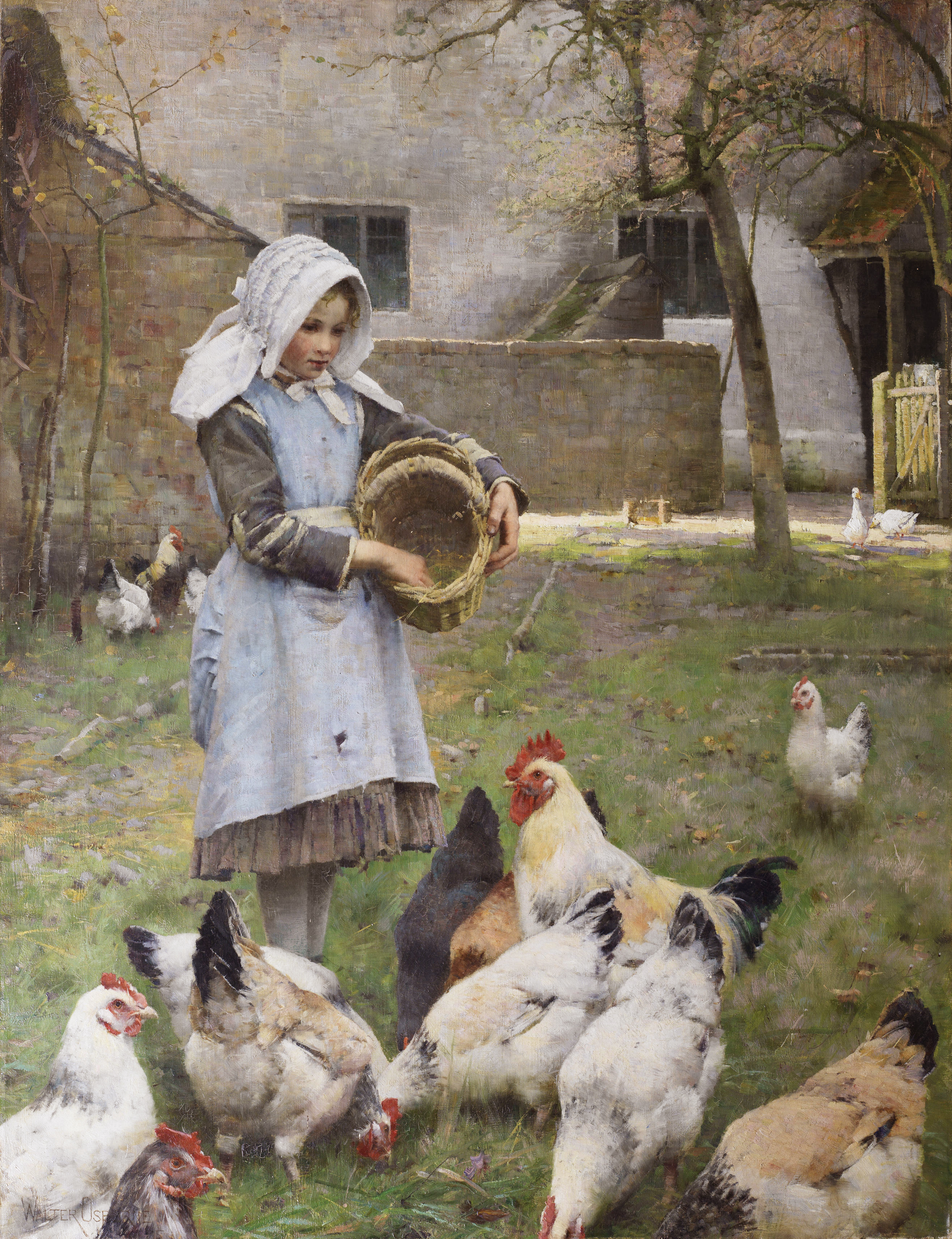
Птичница. 1885. Холст, масло 91 × 71.5 см.

К 1892 году Осборн уже покинул Англиию.
Он преподавал в Академической школе в Дублине с начала 1890-х годов до самой смерти. Одним из его наиболее успешных его учеников был мастер изображения фигуры в пленэре, Уильям Джон Лич. Осборн посетил Испанию (в 1895) и Голландию (в 1896) .
В 1900 году участие живописных работ Осборна на Всемирной выставке было награждено бронзовой медалью. В том же, 1900 году ему был предложен дворянский титул в знак признания его заслуг перед искусством и личные достижения художника, но он отказался .
По мере того, как Осборн писал сцены в саду с детьми, интерьеры с фигурами, его живописная манера претерпевала изменения. Под влиянием Мане и Дега и его палитра высветляется, а техника нанесения мазка становится более трепетной, более способной к передаче воздушной среды .
Он умер в 1903 году в возрасте сорока трех лет от пневмонии.

## Репутация
Уолтер Осборн поныне остается одним из самых востребованных ирландских художников. Аукционный рекорд для работ Осборна был установлен в декабре 2001 на аукционе «Adams» в Дублине: небольшое жанровое полотно «В саду» (1901), было продано за € 825 330 . 
Портрет миссис Чадвик-Хили с дочерью, 1900 (холст, масло 143 × 117.5 см) продан на аукционе Christie's в 1999 году за £331,500 ($551,218) .